# Vernal
Vernal er en amerikansk by og administrativt centrum for det amerikanske county Uintah County i staten Utah. I 2004 havde byen et indbyggertal på 7.939.

## Ekstern henvisning
- Vernals hjemmeside (engelsk)

40°27′17″N 109°32′10″V / 40.4547°N 109.536°V